# 促性腺激素释放激素
促性腺素釋素（简称为GnRH），舊稱促性腺激素释放激素，也称作促黄体激素释放激素,Luteinising-hormone releasing hormone（LHRH）。促性腺素釋素在下視丘中合成，是一种多肽荷尔蒙，它的主要功能是使垂体释放卵泡刺激素（FSH）和黄体化激素（LH）。
到目前为止，有三种促性腺激素释放激素在大多数脊椎动物中被发现。但是在哺乳动物体中主要是GnRH-1起到生殖的调节作用。GnRH-2是这三种激素中变化最小的。自从软骨鱼类出现后，它的氨基酸序列几乎没有发生过变化。在高级哺乳动物中GnRH-2的作用主要是和生殖和性行为有关联。

## 作用
- 雄性胎儿中，GnRH-1神经在胎儿发育后期非常活跃。GnRH-1的分泌是在分娩前后被激活，主要功能是使睾丸生成睾丸素，从而使脑雄性化。
- 雌性胎儿中，GnRH-1神经不是十分活跃。这种平静的状态一直会保持到青春期。出生后，胎儿的GnRH-1神经被GABA神经和NPY神经禁止。一直要到青春期这种禁止才会被取消。